# لاكوينتون روس
لاكوينتون روس (بالإنجليزية: LaQuinton Ross)‏ مواليد 18 نوفمبر 1991 في جاكسون، هو لاعب كرة سلة أمريكي. بدأ مسيرته الاحترافية في سنة 2014. يلعب في دوري الأوروغواي لكرة السلة. يبلغ طوله 6 قدم 8 بوصة (2.0 م). لعب مع فيكتوريا يبرتاس بيزارو وبالاكانسترو كانتو.

## إحصائيات المسيرة

### بطولات الدوري المحلية
| الموسم  | الفريق                 | الدوري                    | لعب | دقيقة | ميداني% | ثلاثية | حرة  | ارتداد | صنع | SPG | تصدي | نقطة |
| ------- | ---------------------- | ------------------------- | --- | ----- | ------- | ------ | ---- | ------ | --- | --- | ---- | ---- |
| 2014-15 | فيكتوريا يبرتاس بيزارو | ليغا باسكيت الدرجة الأولى | 29  | 33.2  | .424    | .385   | .875 | 7.3    | 1.4 | 1.3 | .5   | 17.6 |

## روابط خارجية
- لاكوينتون روس على موقع كرة السلة الأوروبية.كوم (الإنجليزية)
- لاكوينتون روس على موقع DraftExpress.com (الإنجليزية)
- لاكوينتون روس على موقع كلية كرة السلة في سبورتس رفرنس.كوم (الإنجليزية)
- لاكوينتون روس على موقع ريلجم (الإنجليزية)
- لاكوينتون روس على موقع بروبوليرز (الإنجليزية)
- لاكوينتون روس على موقع سبورتس رفرنس (الإنجليزية)
- لاكوينتون روس على موقع سبورتس رفرنس (الإنجليزية)